# 장샤오강
장샤오강(张晓刚, Zhāng Xiǎogāng, 1958년 ~ )은 중화인민공화국의 현대미술작가이다.

## 생애

Kaiser와 장샤오강(우)

장샤오강(간체자: 张晓刚; 한자: 張曉剛; 로마자 표기: Zhāng Xiǎogāng)은 모두 정부 관료인 부모님 사이에서 1958년 중국 원난성 쿤밍시에서 태어났다. 장샤오강의 어머니는 장샤오강이 어려움에 부딪혔을 때 해결하기 위한 방법으로 그림을 그리는 것을 가르쳤다. "어릴 때 부터, 부모님은 내가 곤경에 처할 때를 걱정하셨다. 그래서 그들은 내가 집에서 그림을 그릴 수 있도록 종이와 크레파스를 주셨다. 나는 점점 미술에 대한 관심이 증가하였고, 나는 학교에 갈 필요가 없었기 때문에 미술을 하면서 보내는 시간이 많았다. 내가 성인이 되고 난 후, 나는 절대로 미술을 포기하지 않았다." 그의 부모님은 중국 정부의 재교육을 위해 3년 정도 그와 떨어져 있었다. 그는 1960년대~1970년대 문화 대혁명이라고 알려진 정치적 격변을 겪었고, 그 사건은 그의 작품에 영향을 끼치게 되었다. 1972년 장샤오강이 14살 때 농촌 부흥 운동의 일종으로 농부로 재교육 받기 위해 보내졌지만, 여전히 미술에 대한 그의 열정은 남아있었다.

중국 수채화 화가인 린링(Lin Ling)은 1975년부터 장샤오강에게 수채화의 정법과 스케치 기술을 가르치기 시작하였다. "17살 때, 내 자신에게 스스로 나는 화가가 되고 싶다고 되뇌었다.......나는 미술은 마약과 같다고 느꼈다.
당신이 중독될 때부터, 당신은 그것을 제거할 수 없을 것이다.”

1977년 장샤오강은 스촨미술대학 유화과에 입학하였고 그 곳은 1978년 그가 유화에 대한 그림을 배우기 시작한 곳이다. 학부시절 그의 교수님은 마오쩌둥(Mao Zedong)에 의해 제기된 리얼리즘 혁명의 스타일을 계속 가르쳤다. 그러나 그것은 오직 그와 그의 동료들에게 중국의 정치와 이데올로기 주체 문제를 피하면서 서구 모더니즘에 대한 관심을 유발할 뿐이었다. 1982년 그는 그의 교수님이 자신의 뒤를 이어 미술을 가르치길 원하는 것을 거부하고 스촨미술대학을 졸업했다. 그것은 1982~1985년 사이에 그가 우울증에 빠지는 계기가 되었다. 그 시기 동안 쿤밍에서 그는 건축 노동자와 사교댄스 공연단의 예술 감독으로 일했다. 또한 그 시기는 그가 사회에 적응하는데 어려움을 준 강력한 자기반성의 시기였다. 

알코올중독으로 인하여 1984년 병원에 입원하였고, 그것은 병원 생활 중에 삶과 죽음의 시각을 담은“The Ghost Between Black and White"라는 작품을 탄생시켰다. 

1985년 장샤오강은 스촨미술대학의 교육부 지도자로 임명되었고 그 뒤 1년 후 결혼 하였다. 

1989년 그는 베이징 국립 미술 박물관에서 중국 아방가르드 전시회에 참여하였다. 하지만, 천안문 사건으로 인해 암흑시절을 보내게 되었다. 

1992년 그는 중국 문화 정체성을 얻기 위해 독일 여행을 하였다. 귀국 후 그는 그림을 통하여 개인적인 것뿐만 아니라 과거와 현재의 중국 역사를 동시에 탐구하고 재활성화 시키는데 새로운 관심을 가지게 되었다. 독일 여행 중 Gerhard Richter의 사진을 토대로 한 회화에 강한 감명을 받은 장샤오강은 귀국 후 "중국의 감정”을 표현하는 수단으로 자신의 낡은 가족사진을 사용하였다. 

2007년 그의 그림이 소더비(Sotheby)에게 6달러에 팔렸던 것에 비해 2011년에는 7900만 홍콩달러(약 110억원)에 팔릴 정도로 현재 그는 중국에서 가장 영향력이 큰 화가로 성장하였다. 최근 2014년 4월 5일 홍콩 소더비 경매에서 '혈연: 대가족 NO.3'이 9420만 홍콩달러(약 128억원)에 낙찰됨으로써 최고가 기록이 다시 경신되었다.

장샤오강은 왕광이, 위에민준, 팡리준과 함께 1989년 천안문 사태를 전후해 해외로 망명한 작가들과 국내에 고립된 채 사회정치적 메시지를 담은 작업을 하던 '차이나 아방가르드'의 대표적인 작가로 꼽힌다. 이들은 작품을 통해 자신이 처한 시대의 정치적 무력감을 허무와 냉소적인 코드로 풍자한다.

## 영향
게르하르트 리히터(Gerhard Richter), 파블로 피카소(Pablo Picasso), 살바도르 달리(Salvador Domingo Felipe) 등을 비롯한 서양 화가들에 의해 영향을 받았다.
장샤오강은“ 영국 경험주의 화가인 에두아르도 파올로치( Eduardo Paolozzi )를 다룬 책을 읽었던 적이 있다. 그 책은 나에게 굉장한 영향을 주었다 : 사람은 매우 쉽게 올바른 생각을 가질 수 있다.
하지만, 그것을 표현하기 위해 올바르지 않은 생각을 선택할 수도 있다. 혹은 그는 명백한 사고를 할 수 있다. 하지만, 분명한 생각이 부족할 수도 있다.”라고 말했다.
장샤오강은 또한 혈연 시리즈의 중요한 영감으로서 젊고 매력적인 여성인 그의 어머니 사진의 발견을 언급하였다.

## 작품의 특징
중국 아방가르드를 대표하는 현대미술가로써 그의 작품은 기억과 망각의 아련한 흔적을 보여주며, 심리적인 방식으로 중국인의 역사와 마음을 그리고 있다. 그는 사회주의를 거부하고 새로운 모더니즘에 대한 탐구를 고집하였다. 그의 대표작인 <혈연>, <대가족> 시리즈는 우연히 발견한 옛 사진을 보고 영감을 얻어 그리게 된 것이다. 그는 사진 속 얼굴에서 사적인 은밀함과 집단주의의 세례를 받은 세대의 공통된 표준화를 발견하였으며, 이것은 바로 그가 고민해 온 중국의 정체성에 대한 해답을 제시해 주었다. 그는 회색 혹 청회색의 배경에 인물의 얼굴을 크게 배치하고 혈연을 연상시키는 붉은 선과 과거의 상처 혹은 흔적을 암시하는 한 조각의 빛을 스며들게 하였다. 딱딱하면서 고요한 인물의 표정과 냉정하고 차분한 단색조의 색채, 그 가운데 빛으로 물든 상처의 흔적은 크고 맑은 눈동자에 부딪혀 무수한 사연과 공감을 이끌어 낸다. 장샤오강의 작품은 격동의 시대를 산 중국인과 중국사회의 자화상이면서 이들이 굴곡으로 점철된 역사 속에서 터득한 철학적 사유들을 드러내 보인다. 오랜 사회주의의 장막을 걷어내고 변화의 바람을 맞고 있는 중국에서 사회 전체의 모습보다 개인의 심리에 초점을 맞춘 그의 작품은 중국의 급격한 경제 성장과 더불어 국제 미술시장에 커다란 이슈를 만들며 주목을 받고 있다.

## 전시회

### 개인전
- 1989 Lost in the Dreams Gallery of the Sichuan Academy of Fine Arts, 중국 충칭
- 1997 혈연: 대가족-1997(Bloodline: The Big Family-1997) Gallery of the Central Academy of Fine Arts
- 1998: 혈연: 대가족-1998(Bloodline: The Big Family-1998) Hanart Taibei Gallery, 대만 타이페이
- 1999 Les Camarades Gallery De France, 프랑스 파리
- 2000 장샤오강 2000, Max Potetch 갤러리, 미국 뉴욕
- 2003 "Amnesia and Memory", 프랑스 갤러리, 프랑스 파리
- 2004 Umbilical Cord of History, 홍콩 아트 센터, 홍콩
- 2005 "장샤오강 2005", Max Protetch 갤러리, 미국 뉴욕
- 2006 "집-장샤오강", Beijing Commune, 중국 베이징;"장샤오강 전시회", 도쿄아트센터, 일본 도쿄;

"Amnesia and Memory", 아트사이드 갤러리, 대한민국 서울
- 2007 Sara Hildén Art Museum, 핀란드 Tampere
- 2008 Revision PaceWildenstein, 미국 뉴욕;"중국 미술:장샤오강", Rudolfinum 갤러리, 체코 프라하
- 2009 "Record", Pace 베이징 갤러리, 중국 베이징;"Zhang Xiaogang: Shadows in the Soul", 퀸즈랜드 미술 갤러리, 호주 브리즈번

모두 동일 링크 참조

### 단체전
- 1985 "네오 리얼리즘", 중국 상하이, 난징
- 1987 "중국 현대미술", 중국 국립 박물관, 중국 베이징
- 1993 현대 미술관, 호주 시드니;Marlborough Fine Art, 영국 런던
- 1994 상파울로 중국 현대 미술전, 제 22회 상파울로 국제 비엔날레, 브라질 상파울로
- 1995 제 46회 베니스 비엔날레, 중국;New Arts 밴쿠버 미술 박물관, 캐나다 밴쿠버
- 1996 "China! New Art & Artists ", 본 미술관, 독일;"The Second Asia-Pacific of Contemporary Triennial", 퀸즈랜드 회화 갤러리, 호주 퀸즈랜드;"4 Points de Rencontre. Chine,1996", 프랑스 갤러리, 프랑스 파리
- 1997 "China New Art", 리스본 미술관, 포르투갈 리스본;"Faces and Bodies from Middle Kingdom: Chinese Art of the 90s", 프라하 미술관, 체코 프라하;"Quotation Marks: Chinese Contemporary Paintings", 현대미술관, 싱가포르
- 1998 "China New Art", 헬싱키 미술관, 핀란드 헬싱키;"Exhibition of International Contemporary Art Collection", 네덜란드 암스테르담<;"Margaret and Contemporary Art", Dostende 현대 미술관, 벨기에
- 1999 "1999 Art China", LIMN 갤러리, 미국 샌프란시스코
- 2000 "Man+SPACE: 광주 비엔날레 2000", 대한민국 광주
- 2001 "Hot Pot", Artist Center of Oslo, 노르웨이 오슬로
- 2002 "BABEL 2002", 국립 현대 미술관, 대한민국;"East + West – Contemporary Art of China", Kunstlerhaus, 오스트리아 빈
- 2003 "From China with Art", 인도네시아 국립 미술관, 인도네시아 자카르타;"3Face 3Colors", Artside 갤러리, 대한민국 서울
- 2005 "Always to the Front – Chinese Contemporary Art", Kuandu Museum of Fine Arts, 대만 타이페이;"Mahjong: Contemporary Chinese Art from the Sigg Collection", 베른 미술관, 스위스 베른;함부르크 미술관, 독일 함부르크
- 2008 "Avant-Garde China: Twenty Years of Chinese Contemporary Art", 일본 도쿄 미나토구 롯본기
- 2009 "INAMANIA”, Arken 박물관, 덴마크 코펜하겐
- 2010 "Beijing-Havana - New Revolution art Contemporary Art "，쿠바 국립 박물관, 쿠바 하바나
- 2014 "장 샤오강 Zhang Xiaogang, Memory +ing", 대구미술관, 대한민국

등 150여 회 개최all

## 대표작
- 창세편 : 일개 공화국의 탄생 2호(1992)
- 대가족(1995)
- 혈연-대가족(1998) : 장샤오강이 우연히 발견한 가족사진을 보고 만든 작품 ‘혈연-대가족’에는 그만의 작품적 특징이 잘 드러나 있다. 인물들의 표정은 경직되어 있고 사진 속 배경은 마치 서랍 속 빛 바랜 흑백사진을 연상케 한다. 하지만 자칫 지루해질 수 있는 이러한 작품 속에 붉은 선과 강렬한 색채를 넣어 생동감을 불어 넣었다. 그리고 그의 작품들은 당시 문화혁명, 천안문 사태를 경험한 이들의 고뇌, 격정, 슬픔을 표현함으로써 많은 사람들의 공감대를 형성하여 오늘날 그 작품의 가치를 인정받고 있다.[6]
- 노트(2003)’
- 망각과 기억(2006)’
- 망각과 기억의 일주일 NO.3(2006)'
- 소녀 NO.4(2006)'

## 수상
- ‘브라질 상파울루 Biennial Exhibition 동상 (1994)’
- ‘중국 국제 미술관 및 홍콩 미술관에서 개최된 중국 현대 미술 첫 아카데미 Document 상 (1996)’
- 홍콩에서 개최되고 영국 국제 미술 협회에서 수여한 아시아 현대 미술가 상’

## 같이 보기
zhang xiaogang

## 참조하기
1. ↑  “보관된 사본”. 2014년 7월 14일에 원본 문서에서 보존된 문서. 2014년 6월 8일에 확인함.
2. ↑  “보관된 사본”. 2014년 7월 14일에 원본 문서에서 보존된 문서. 2014년 6월 8일에 확인함.
3. ↑  http://eiec.kdi.re.kr/nara/contents/nara_view.jsp?sendym=200805&idx=6006
4. ↑  “보관된 사본”. 2013년 8월 11일에 원본 문서에서 보존된 문서. 2014년 6월 8일에 확인함.
5. ↑  “보관된 사본”. 2013년 8월 11일에 원본 문서에서 보존된 문서. 2014년 6월 8일에 확인함.
6. ↑  “보관된 사본”. 2014년 8월 8일에 원본 문서에서 보존된 문서. 2014년 6월 9일에 확인함.